# Роуре
Роуре (итал. Roure) је насеље у Италији у округу Торино, региону Пијемонт.
Према процени из 2011. у насељу је живело 897 становника. Насеље се налази на надморској висини од 897 м.

## Становништво
Према резултатима пописа становништва 2011. у општини је живело 888 становника.
| 1931. | 1936. | 1951. | 1961. | 1971. | 1981. | 1991. | 2001. | 2011. |
| ----- | ----- | ----- | ----- | ----- | ----- | ----- | ----- | ----- |
| 2.062 | 1.817 | 1.633 | 1.349 | 1.205 | 1.119 | 1.019 | 966   | 888   |